# Pessan
Pessan település Franciaországban, Gers megyében. Lakosainak száma 659 fő (2022. január 1.). Pessan Auch, Auterive, Castelnau-Barbarens, Haulies, Lussan, Montégut és Pavie községekkel határos.

## Népesség
A település népességének változása:
| Lakosok száma | 422  | 604  | 660  | 677  | 688  | 669  | 671  | 672  | 672  | 659  |
|               | 1968 | 1982 | 1990 | 2006 | 2013 | 2015 | 2017 | 2019 | 2020 | 2022 |